# Onryō

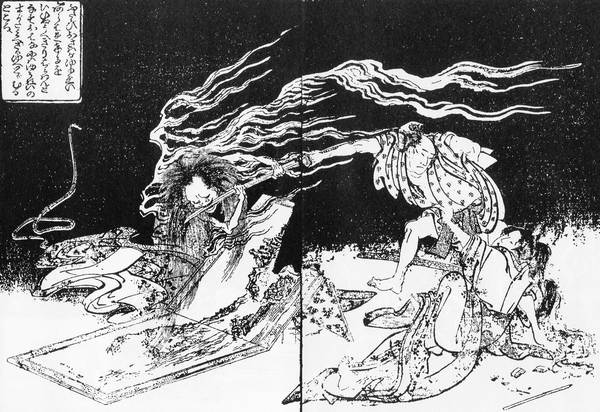
Onryō dal Kinsei-Kaidan-Simoyonohoshi (近世怪談霜夜星).

Onryō (怨霊) è un tipo di yūrei, un fantasma giapponese in grado di ritornare nel mondo dei vivi per cercare vendetta.
Benché esistano onryō di sesso maschile, la maggior parte di quelli rappresentati nel teatro kabuki sono di sesso femminile. Indifesi da vivi, questi spettri hanno sofferto in vita per via del proprio marito o amante. Una volta morte, le onryō diventano potentissime e cercano il proprio riscatto.

## Origini
Secondo la tradizione giapponese il mondo dei morti (Yomi) è separato da quello dei vivi da una sorta di purgatorio, una specie di area di attesa in cui transitano le anime dei defunti prima di trasferirsi definitivamente nello Yomi. Le anime che si trovano in questo stato, animate da emozioni forti come amore, odio, gelosia o dolore possono comparire nuovamente nel mondo dei vivi, per scagliare la propria maledizione su chi, in vita, le ha tormentate.

## Vendetta
Benché mossi dal senso di vendetta, gli onryō molto difficilmente seguono la filosofia occidentale della "vendetta giustificata", o più semplicemente del bene e del male, e spesso la loro collera finisce per colpire irrazionalmente, non solo quindi l'effettivo oggetto della vendetta, ma chiunque si trovi ad avere a che fare con esso.
Uno degli esempi più famosi di onryō nel folklore giapponese è la storia di Oiwa, tratta dallo Yotsuya Kaidan. In questa storia il marito rimane assolutamente illeso, benché continui ad essere vittima del tormento psicologico della defunta moglie, ritornata sotto forma di onryō.

## Aspetto
Normalmente, gli onryō, ed i fantasmi in generale, non hanno un aspetto canonico nella cultura giapponese. Tuttavia il frequente ricorrere del kabuki a queste figure del folklore, durante il periodo Edo ha finito per stabilire dei tratti piuttosto comuni agli onryō di sesso femminile.
Normalmente le onryō sono vestite con il classico kimono bianco delle funzioni funerarie. Tratto ancora più distintivo sono i lunghissimi capelli scuri, tenuti sciolti e disordinati, davanti al viso, pallidissimo, a cui spesso in scena veniva aggiunto un leggero trucco indaco (aiguma).

## Cultura di massa
Nella serie animata Blue Eye Samurai viene rappresentata in uno spettacolo la storia di una donna che si trasformò in onryō dopo il suo tentato omicidio da parte del marito. 

In alcuni film J-Horror (in particolare Ring e Ju-on) le onryō sono le forze scatenanti degli eventi. In questa ottica sia Sadako Yamamura, che Kayako Saeki possono essere considerate delle stereotipiche onryō.
Anche nel videogioco Project Zero, figure di onryō compaiono frequentemente.
Dagli anni novanta un popolare wrestler in Giappone utilizza il nome Onryō.
Nel videogioco asimmetrico Dead by Daylight si può acquistare un DLC tramite il quale è possibile sbloccare e successivamente giocare nei panni dell'onryō Sadako Yamamura.
Nel film horror italiano The Mark - Il segno della vendetta il personaggio di Serena Cursi - l'antagonista principale del film - ritorna dalla morte dopo essere stata violentata e uccisa, e il suo spirito viene identificato da uno dei protagonisti del film come un onryō.